# Pseudonotoncus turneri
Pseudonotoncus turneri är en myrart som beskrevs av Horace Donisthorpe 1937. Pseudonotoncus turneri ingår i släktet Pseudonotoncus och familjen myror. Inga underarter finns listade i Catalogue of Life.